# Ендрей Вільямс
Ендрей Вільямс  (англ. Andrae Williams; нар. 12 липня 1983) — багамський легкоатлет, олімпійський медаліст.

## Виступи на Олімпіадах
| Олімпіада  | Дисципліна              | Місце |
| ---------- | ----------------------- | ----- |
| Афіни 2004 | естафета 4 x 400 метрів | 6     |
| Пекін 2008 | естафета 4 x 400 метрів | 2     |